# 迪索托 (內布拉斯加州)
迪索托（英語：De Soto）是位於美國內布拉斯加州華盛頓縣的非建制地區。

## 歷史
迪索托的郵局於1855年設立，其後於1933年停運。

## 地理
迪索托所處的海拔為高於海平面307米（即1007英呎），而該地所採用的時區為UTC-6，即北美中部时区（CST）。同時該地設有夏令時間，為UTC-6調快一小時，即UTC-5（CDT）。